# Avatar: Posljednji gospodar zraka
Avatar: Posljednji gospodar zraka (eng. Avatar: The Last Airbender) je američka televizijska serija u produkciji Ridebacka i Nickelodeona za streaming platformu Netflix, ovo je igrana adaptacija animirane serije Avatar: Posljednji vladar zraka (2005. – 2008.).
Serija je s prikazivanjem krenula 22. veljače 2024. godine na Netflixu. U ožujku iste godine serija je obnovljena za drugu i treću sezonu.

## Radnja
Serija je smještena u ratom razoreni svijet inspiriran raznim azijskim i autohtonim kulturama u kojem određeni ljudi mogu "saviti" jedan od četiri osnovna elementa - vodu, zemlju, vatru ili zrak. Aang, "Avatar" i posljednji živući vladar zraka, most je između smrtnog i duhovnog svijeta i jedini sposoban saviti sva četiri elementa. Avatar održava ravnotežu svijeta i prirode kako bi donio mir, a Aang je sada suočen s odgovornošću okončanja ambicija militarističkog naroda Vatre da osvoji svijet. Sa svojim novim suputnicima Katarom i Sokkom, Aang kreće svladati četiri elementa dok ga progoni Zuko, prognani prijestolonasljednik Naroda Vatre, koji nastoji povratiti svoju čast hvatajući ga.

## Glumačka postava i sinkronizacija
| - Gordon Cormier kao Avatar Aang - Dallas Liu kao Princ Zuko - Kiawentiio Tarbell kao Katara - Ian Ousley kao Sokka - Paul Sun-Hyung Lee kao General Iroh, - Ken Leung kao Zapovijednik Zhao - Daniel Dae Kim kao Gospodar vatre Ozai - Lim Kay Siu kao Gyatso - Casey Camp-Horinek kao Gran Gran - Ruy Iskandar kao Lieutenant Jee - Ryan Mah kao Lieutenant Dang - Utkarsh Ambudkar kao King Bumi - Elizabeth Yu kao Princess Azula - Thalia Tran kao Mai - Momona Tamada kao Ty Lee - Amber Midthunder kao Princess Yue - Elizabeth Yu kao Princess Azula - A Martinez kao Pakku - Yvonne Chapman kao Avatar Kyoshi - Tamlyn Tomita kao Yukari - C. S. Lee kao Avatar Roku - Danny Pudi kao The Mechanist - James Sie kao the Cabbage Merchant - Rainbow Dickerson kao Kya - Joel Montgrand kao Hakoda - Arden Cho kao June - Joel Oulette kao Hahn - Nathaniel Arcand kao Arnook - Meegwun Fairbrother kao Avatar Kuruk - Irene Bedard kao Yagoda - François Chau kao the Great Sage - Sebastian Amoruso kao Jet - Hiro Kanagawa kao Fire Lord Sozin - George Takei kao Koh the Face Stealer - Randall Duk Kim kao Wan Shi Tong - Lucian-River Chauhan kao Teo - Taylor Lam Wright kao the Duke - Wes Valaro kao Smellerbee - Nathaniel Kong kao Longshot | Za hrvatsku sinkronizaciju zaslužan je studio Livada produkcija ravnanjem redatelja Nevena Marinca. Glasovi - Petar Pećin kao Avatar Aang - Jan Kovačić kao Princ Zuko - Tesa Litvan kao Katara - Luka Starman kao Sokka - Siniša Ružić kao General Iroh - Željko Šestić kao Zapovijednik Zhao - Helena Novosel kao Suki Ostali glasovi - Mirela Brekalo Popović - Mirta Zečević - Mirna Medaković - Mladen Vujčić - Domagoj Janković - Darin Pavišić - Dražen Bratulić - Goran Malus |

## Pregled serije
U ožujka iste godine serija je obnovljena za drugu i treću sezonu.
| Sezona | Sezona | Epizode | Epizode | Originalno emitiranje | Originalno emitiranje |
| Sezona | Sezona | Epizode | Epizode | Premijera             | Finale                |
| ------ | ------ | ------- | ------- | --------------------- | --------------------- |
|        | 1.     | 8       | 8       | 22. veljače 2024.     | 22. veljače 2024.     |

### Sezona 1 (2023.)
| Br. u seriji | Br. u sezoni | Engleski naslov Hrvatski naslov    | Redatelj       | Nadnevak prikazivanja |
| ------------ | ------------ | ---------------------------------- | -------------- | --------------------- |
| 1.           | 1.           | "Aang"                             | Michael Goi    | 22. veljače 2024.     |
| 2.           | 2.           | "Warriors" "Ratnici"               | Michael Goi    | 22. veljače 2024.     |
| 3.           | 3.           | "Omashu"                           | Jabbar Raisani | 22. veljače 2024.     |
| 4.           | 4.           | "Into the Dark" "U tamu"           | Jabbar Raisani | 22. veljače 2024.     |
| 5.           | 5.           | "Spirited Away" "U Svijetu duhova" | Roseanne Liang | 22. veljače 2024.     |
| 6.           | 6.           | "Masks" "Maske"                    | Roseanne Liang | 22. veljače 2024.     |
| 7.           | 7.           | "The North" "Sjever"               | Jet Wilkinson  | 22. veljače 2024.     |
| 8.           | 8.           | "Legends" "Legende"                | Jet Wilkinson  | 22. veljače 2024.     |

## Produkcija

### Razvoj
Netflix je 2018. objavio da će "preoblikovani" igrani remake Avatara započeti s produkcijom 2019. godine. Originalni tvorci serije, Michael Dante DiMartino i Bryan Konietzko, u početku su bili najavljeni kao izvršni producenti i voditelji. U lipnju 2020. tvorci su napustili seriju zbog kreativnih razlika. To je otkriveno nakon što je DiMartino objavio otvoreno pismo na vlastitoj web stranici 12. kolovoza 2020. Par je naveo razlike u pristupu seriji u usporedbi s Netflixovom vizijom, također navodeći "negativno i nepodržano" okruženje tijekom svog boravka u studiju; Dvojac je na kraju dobio zasluge za pisanje prve i šeste epizode. Kolovoza 2021. godine Albert Kim službeno je najavljen kao pisac, izvršni producent i showrunner; komentirao je u objavi na blogu: "Moja prva misao bila je: 'Zašto? Što bih tamo mogao učiniti ili reći s pričom koja nije učinjena ili izrečena u originalu?' Ali što sam više razmišljao o tome, postajao sam sve zaintrigiraniji. Moći ćemo vidjeti savijanje na stvaran i visceralan način koji nikada prije nismo vidjeli." U istoj objavi Kim je naglasio da je "tijekom ovog procesa naš pogovor bio 'autentičnost'. Za priču. Za likove. Za kulturne utjecaje. Autentičnost je ono što nas pokreće, kako pred kamerom, tako i iza nje." Dan Lin, Lindsey Liberatore, Michael Goi i Roseanne Liang također su najavljeni kao izvršni producenti, a Goi i Liang režirali su epizode serije. U prvoj sezoni svaka epizoda navodno je koštala više od 15 milijuna dolara.

### Snimanje
Produkcija i snimanje započeli su u Vancouveru u Britanskoj Kolumbiji, 16. studenoga 2021. Serija je snimana pod radnim naslovima "Trade Winds" i "Blue Dawn". Glavna fotografija završena je 17. lipnja 2022. Snimatelj je bio Stewart Whelan.

## Vanjske poveznice
- Avatar: Posljednji gospodar zraka u internetskoj bazi filmova IMDb-a